# آ طويلة
آ طويلة (الاسم العلمي: Aa macra) هو نوع، في جنس آ، وضع التسمية العلمية رودولف شليتشتر، وذلك في  1921.